# Sörgrenen
Sörgrenen är en sjö i Skellefteå kommun i Västerbotten och ingår i Rickleåns huvudavrinningsområde. Sjön har en area på 0,282 kvadratkilometer och ligger 251,3 meter över havet.

## Delavrinningsområde
Sörgrenen ingår i det delavrinningsområde (715724-170566) som SMHI kallar för Ovan Myrträskbäcken. Medelhöjden är 266 meter över havet och ytan är 14,92 kvadratkilometer. Det finns inga avrinningsområden uppströms utan avrinningsområdet är högsta punkten. Järvträskbäcken som avvattnar avrinningsområdet har biflödesordning 3, vilket innebär att vattnet flödar genom totalt 3 vattendrag innan det når havet efter 79 kilometer. Avrinningsområdet består mestadels av skog (69 procent) och sankmarker (16 procent). Avrinningsområdet har 1,93 kvadratkilometer vattenytor vilket ger det en sjöprocent på 12,9 procent.